# David Mendoza
David Mendoza est un compositeur et acteur américain né le 13 mars 1894 à New York, New York (États-Unis), mort le 23 mars 1975 à New York (États-Unis).

## Filmographie partielle

### comme compositeur
- 1925 : La Veuve joyeuse (The Merry Widow)
- 1925 : La Grande Parade (The Big Parade)
- 1926 : Mare Nostrum
- 1926 : La Boheme de King Vidor
- 1926 : Don Juan
- 1926 : The Scarlet Letter
- 1926 : Camille
- 1926 : The Fire Brigade
- 1927 : Slide, Kelly, Slide
- 1927 : The Garden of Allah (en)
- 1927 : Le Prince étudiant (The Student Prince in Old Heidelberg)
- 1928 : La Piste de 98 (The Trail of '98) de Clarence Brown
- 1929 : L'Escadre volante (The Flying Fleet)
- 1929 : The Careless Age
- 1930 : Le Chant de la flamme (The Song of the Flame) de Alan Crosland
- 1930 : Moby Dick (Moby Dick) de Lloyd Bacon
- 1930 : Adios (The Lash) de Frank Lloyd
- 1931 : Le Beau Joueur (Smart Money) de Alfred E. Green
- 1931 : Mon passé (My Past) de Roy Del Ruth
- 1931 : Le Petit César (Little Caesar) de Mervyn LeRoy
- 1931 : L'Ennemi public (The Public Enemy) de William A. Wellman
- 1931 : Le Génie fou (The Mad Genius)
- 1931 : Men of the Sky
- 1931 : Children of Dreams (en) d'Alan Crosland
- 1931 : Le Dernier Vol (The Last Flight) de William Dieterle
- 1931 : I Like Your Nerve
- 1931 : Penrod and Sam
- 1931 : The Ruling Voice
- 1931 : Gold Dust Gertie de Lloyd Bacon
- 1931 : L'Honneur de la famille (Honor of the Family) de Lloyd Bacon
- 1934 : Dixieland
- 1935 : Hail Columbia
- 1935 : The Blue and the Gray
- 1938 : Your True Adventures: Dear Old Dad

### comme acteur
- 1936 : Home Run on the Keys : David Mendoza, Orchestra Conductor